# Peter Hambleton
Peter Hambleton (geboren 1960) is een Nieuw-Zeelands acteur. Zijn meest bekende rol is die van de dwerg Glóin in The Hobbit-trilogie van Peter Jackson.

## Filmografie

### Films (selectie)
| Jaar | Film                                | Rol                          | Opmerkingen |
| ---- | ----------------------------------- | ---------------------------- | ----------- |
| 1992 | Absent Without Leave                | Stowaway                     |             |
| 1994 | The Last Tattoo                     | Peter Davis                  |             |
| 2010 | Home by Christmas                   | Sergeant Syd Gurton          |             |
| 2010 | Stolen                              | DS Larry Reid                | Tv-film     |
| 2010 | Spies and Lies                      | Eerste-Minister Peter Fraser | Tv-film     |
| 2011 | Tangiwai                            | Commentator 2                | Tv-film     |
| 2012 | The Hobbit: An Unexpected Journey   | Glóin William                |             |
| 2013 | The Hobbit: The Desolation of Smaug | Glóin                        |             |
| 2014 | The Hobbit: There and Back Again    | Glóin                        |             |

### Televisie (selectie)
| Jaar | Serie                    | Rol           | Opmerkingen                            |
| ---- | ------------------------ | ------------- | -------------------------------------- |
| 1987 | Adventurer               | Pat Cassidy   |                                        |
| 1989 | Night of the Red Hunter  | Ben Piper     |                                        |
| 1991 | Shark in the Park        | Mr. Hinchey   | Gastrol in afl. "Silver Spurs"         |
| 1996 | Oscar & Friends          | Vader         | Stem                                   |
| 1999 | A Twist in the Tale      | Mike Johnson  | Gastrol in afl. "A Crack in Time"      |
| 2002 | The Strip                | Commentator 2 | Father Donleavy                        |
| 2015 | The Brokenwood Mysteries | Ralph         | Gastrol in afl. "To Die or Not to Die" |